# 张正贵
张正贵（1949年—），四川绵阳人，汉族，中华人民共和国政治人物、第十二届全国人民代表大会四川地区代表。
毕业于重庆经济管理干部学院工业企业管理专业。加入中国共产党。担任四川九洲电器集团有限公司董事长、总经理。2008年起担任全国人大代表。2013年，担任全国人大代表。